# エールウィン級駆逐艦
エールウィン級駆逐艦（英語: Aylwin class destroyers）は、アメリカ海軍の駆逐艦の艦級。

## 概要
本級は1912年度計画で建造された8隻の1,000トン型駆逐艦のうち、ペンシルベニア州フィラデルフィアのウィリアム・クランプ・アンド・サンズ社で建造された分である。同年度計画に基づき他社で建造された1,000トン型駆逐艦であるカッシン級と同一の設計を採用しており、主要諸元にも違いがないことから、アメリカ海軍の関連団体であるアメリカ海軍協会（USNI）や世界の艦船では、本級もカッシン級の一部として扱っている。

## 同型艦
- エールウィン (USS Aylwin, DD-47)

由来の人物は、米英戦争中にコンスティテューション号とゲリエール号の海戦で戦死した乗員ジョン・C・エールウィン大尉。
ウィリアム・クランプ・アンド・サンズにて1912年3月7日起工・1912年11月23日進水・1914年1月17日就役、1921年2月23日退役後解体。
- パーカー (USS Parker, DD-48)

由来の人物は、南北戦争後に北大西洋艦隊参謀長・ボストン工廠長・アナポリス兵学校長を歴任したフォックスホール・A・パーカー代将。
ウィリアム・クランプ・アンド・サンズにて1912年3月11日起工・1913年2月8日進水・1913年12月30日就役、1922年6月6日退役後解体。
- ベンハム (USS Benham, DD-49)

由来の人物は、南北戦争後に東海岸各地の工廠長や灯台検査官を歴任した軍政官アンドリュー・E・K・ベンハム少将。
ウィリアム・クランプ・アンド・サンズにて1912年3月14日起工・1913年3月22日進水・1914年1月20日就役、1922年7月7日退役後解体。
- バルチ (USS Balch, DD-50)

由来の人物は、ペリー艦隊所属のプリマス号船長として来日し、南北戦争で歴戦を重ねたジョージ・バルチ少将。
ウィリアム・クランプ・アンド・サンズにて1912年5月7日起工・1912年12月21日進水・1914年3月14日就役、1922年6月20日退役後解体。